# Yakari : La Grande Aventure
Pour les articles homonymes, voir Yakari (homonymie).
Pour plus de détails, voir Fiche technique et Distribution.
Yakari : La Grande Aventure est un film d'animation franco-germano-belge de Xavier Giacometti sorti en 2020. Il s'agit d'une adaptation de la bande dessinée Yakari, créée par Job et Derib.

## Synopsis
La migration de la tribu est imminente. Yakari le petit Sioux quitte le cercle protecteur de son village et part vers l'inconnu pour suivre la piste de Petit-Tonnerre, un mustang légendaire. Yakari veut absolument devenir l'ami de ce petit cheval réputé indomptable. En chemin, Yakari sera visité par Grand-Aigle, son animal totem, de qui il recevra une superbe plume de bravoure et un don fantastique : celui de pouvoir parler avec les animaux. Cette quête va entraîner le petit Sioux à travers les plaines et les montagnes du continent nord-américain, en passant par le territoire des terribles chasseurs à peaux de puma. Mais comment retrouver le chemin du retour vers sa tribu ? Au bout du voyage, le souffle de l'aventure scellera pour toujours l'amitié entre le plus brave des papooses et ce mustang plus rapide que le vent. Inspiré du premier album BD, "Yakari et grand-Aigle", de Derib et Job, sorti il y a cinquante ans, ce premier long métrage de 2020 retrace la genèse de ce jeune héros intemporel.

## Fiche technique
- Titre original : Yakari : La Grande Aventure (Yakari, le film dans le texte du dossier de presse et sous-titré Un destin fabuleux dans le générique)
- Réalisation : Xavier Giacometti, co-réalisation : Toby Genkel
- Scénario et dialogues : Xavier Giacometti, avec la participation de Toby Genkel, d'après les personnages créés par Job et Derib
- Musique : Guillaume Poyet
- Direction artistique couleur : David Dany
- Direction de l'animation : Michel Raimbault
- Montage : Marcel Molle
- Production : Maia Tubiana, Gisela Schäfer, Caroline Duvochel, Raphaële Ingberg, Arnaud Boulard et Léon Perahia
- Production exécutive : Laurence Barret, Fabien Coulon, Heike Tüselmann
- Sociétés de production : Dargaud Media, Wunderwerk (de) et Belvision ; coproduction : BAC Films, France 3 Cinéma, WDR, Gao Shan Pictures, Leonine et Dupuis Audiovisuel ; association SOFICA Palatine Etoile 16
- Société de distribution : BAC Films
- Pays de production :  France,  Allemagne et  Belgique
- Langue originale : français
- Format : couleur
- Genre : animation
- Durée : 83 minutes
- Dates de sortie :
  - France, Belgique, Suisse romande : 12 août 2020
  - Allemagne : 29 octobre 2020
  - Québec : 6 août 2021

## Distribution
- Aloïs Agaësse-Mahieu : Yakari
- Arielle Vaubien : Graine-de-Bison
- Hannah Vaubien : Arc-en-ciel
- Oscar Douieb : Petit-Tonnerre
- Frédéric Souterelle : Chouette, Œil-de-Bouillon et Sioux 2
- Tom Trouffier : Puma-Intrépide
- Emmanuel Garijo : Oreille-Tombante, Longue Queue, Mic-Mac et Cheval Puma Intrépide
- Stéphanie Lafforgue : Tresse de Nuit
- Bruno Magne : Roc Tranquille et Élan-Lent
- Pierre Alam : Celui-Qui-Sait
- Simon Koukissa-Barney : Chef Puma
- Céline Melloul : Ourson et Tilleul
- Nicolas Justamon : Grand-Aigle
- Martial Le Minoux : Double-Dents, Mille-Gueules et Regard Droit
- Karine Foviau : Maman Ours et Petite Plume

## Suite
Un deuxième long-métrage est en préparation ; il devrait sortir sur les écrans en 2026[réf. souhaitée].